# Kakyo Kuzuki
Kakyo Kuzuki (牙暁 玖月?, Kuzuki Kakyō) è un personaggio dell'anime e manga X delle CLAMP. Lui è un Drago della Terra, uno dei sette componenti decisi a distruggere l'umanità per salvare il pianeta.
Caratteristica unica di Kakyo è che non appare nel film, dove è sostituito da un altro personaggio completamente inventato, Shogo Asagi, dotato  dello stesso potere di Yuto Kigai, ossia quello di controllare i liquidi. L'assenza di Kakyo e la conseguente creazione di Shogo sono da ricondursi al fatto che, all'epoca della creazione del film, il personaggio non aveva ancora fatto la sua apparizione nel manga.
Nel set di tarocchi di X, Kakyo raffigura La Ruota.

## Carattere
Perennemente triste, non lo si vede mai sorridere; in coma, è tenuto rinchiuso in una stanza d'albergo e, per poter comunicare, appare in sogno agli altri. È convinto che il futuro da lui visto in sogno non può essere cambiato.

## Poteri
Kakyo è uno yumemi, ossia un veggente in grado di vedere il futuro nei sogni; sembrerebbe essere persino più potente di Hinoto.
Alla morte di Kotori Mono, Kakyo attraversa il sogno della ragazza e prende possesso del suo corpo, parlando attraverso di lei: si suppone, quindi, sia anche in grado di manovrare i cadaveri..

## Storia

### Manga
Il passato di Kakyo è poco chiaro: lo si vede, infatti, segregato in una casa, probabilmente da parte di politici o della yakuza a causa dei suoi poteri, e costretto a comunicare con il mondo esterno solo attraverso la dimensione onirica. Proprio nei sogni Kakyo incontra Hokuto Sumeragi, sorella gemella di Subaru Sumeragi: i due si incontrano diverse volte e Kakyo finisce per innamorarsi della ragazza. Ne sogna però il futuro, ossia la sua morte per mano di Seishiro Sakurazukamori. Cerca quindi di fuggire dal luogo in cui è rinchiuso per fermare Hokuto, ma viene fermato da una pallottola sparata da coloro che lo segregavano. A causa della ferita e del dolore per non essere riuscito a salvare colei che amava, Kakyo cade in coma. Per questa sua condizione, inoltre, è incapace di esaudire il proprio desiderio: morire per poter raggiungere Hokuto.
In seguito, ha modo di parlare con Fuuma Mono, che gli promette di esaudire il suo desiderio in cambio del suo aiuto nella distruzione del pianeta. Kakyo accetta, nonostante spesso appaia in sogno anche a Kamui Shiro, a volte anche per aiutarlo.
È a conoscenza dell'esistenza del lato oscuro di Hinoto, ma non la aiuta né rivela esplicitamente la sua presenza agli altri Draghi del Cielo, in quanto loro avversario.

### Anime
Nell'anime, la sua storia viene raccontata in un OAV, dal titolo Presagio, conosciuto anche come "episodio 0".
Qui in sede quasi di presentatore, preannuncia le catastrofi future: sa che tutti gli sforzi saranno inutili, sa che la terra verrà distrutta, che tutti i protagonisti moriranno e, mentre parla, passano le immagini di ogni disputa che sarà poi mostrata nell'anime, di ogni rapporto e sogno che, a quanto dice Kakyo, verranno distrutti.
Non si capisce quale sia il suo destino nell'anime, se la morte o il continuare a sognare.
Nell'anime è doppiato da Yuuji Ueda nella versione originale e da Luca Semeraro nella versione italiana.

## Crossover
Un Kakyo, dall'aspetto più femminile, tanto che non si comprende bene di che sesso sia, mondo appare anche negli OAV di Tsubasa RESERVoir CHRoNiCLE, dove in un'altra Tokyo segue il suo capo, Kamui Shiro.